# ديفيلز فلم (شركة أمريكية )
ديفيلز فيلم بالإنجليزية (Devil's Film) وتترجم بالعربية فيلمُ الشيطان وهو عبارة استوديو أفلام أمريكي يختص بمجال إنتاج الأفلام إباحية والجنسية ويقع مقره في حي تشاتسوورث ، بمدينة لوس أنجلوس ، بولاية كاليفورنيا. بدء انطلاق الاستوديو في عام 1997، ولا يزال يتخصص في إنتاج المواد الإباحية من نوع جونزو الموجهة نحو التبادل الجنسي والجانج بانج والمنتجات المتخصصة التي تركز على الفيتش الشعبي مثل المواد الإباحية العرقية، والمواد لاباحية للمتحولين جنسيا، وإباحية MILF .

## تاريخ
دخل استديو ديفيلز فيلم سوق المحاكاة الساخرة للبالغين في عام 2009 بإصدار فيلم يحمل اسم كوكتوموم بالإنجليزية Coctomom ، وهو محاكاة ساخرة مستوحاة من حادثة إحساس التابلويد بالإنجليزية tabloid sensation الذي حصلت لنادية سليمان (الشهيرة باسم أوكتوموم بالإنجليزية "Octomom") وذلك بعد ولادتها لثماني توائم من خلال عملية الإخصاب في المختبر. وسرعان ما أنتج محاكاة ثانية لـمسلسل بيج لوف بالإنجليزية Big love الذي تنشره شركة وتعرضه شبكة أتش بي أوه وعدة محاكايات أخري مثل ماد مِن بالإنجليزية Mad Men من أنتاج شركة إيه أم سي AMC ، و الأعزب بالإنجليزية The Bachelor من أنتاج وعرض شبكة إيه بي سي والخاسر الأكبر بالإنجليزية The Biggest Loser من أنتاج وعرض شبكة أن بي سي وفاست تايم أت ريدجمونت هاي بالإنجليزية Fast Times at Ridgemont High التي تنتجه شركة يو بي أس وبالإضافة للسلسلة الأفلام التي لقت شهرة واسعة عالمياً الشفق أو ملحمة الشفق بالإنجليزية Twilight Saga بالكامل.

## إدارة
في أبريل 2013، أعلنت شركة جاينت ميديا جروب Giant Media Group ، الشركة الأم لشركة بيبيدريم بروداكتس Pipedream Products ، عن استحواذها على شركة ديفيل فيلم.

## عمليات
و تعد شركة ديفيلز فيلم هي موطن أستوديوهات إنتاج افلام الإباحية للسُحاقيات مثل العامل إل بالإنجليزية The L Factor وترانس سيكسوال ستديو جودفيلاس بروداكشنس بالإنجليزية transsexual studio GoodFellas Productions ، منتج لسلسلة أعظم تراني (متحول جنسياً) القادم في أمريكا بالإنجليزية America's Next Top Tranny ، وهو محاكاة عبارة عن محاكاة ساخرة لسلسلة شركة سي دبليو CW الواقعية الطويلة الأمد أعظم العارضات القادمة في أمريكا America's Next Top Model .

## الجوائز
حقق شركة ديفيلز فيلم عدة جوائز في مجال الافلام الإباحية مثل
- جائزة AVN أفضل سلسلة جنس متحولين جنسياً لعام 2007 عن عملهم Transsexual Prostitutes . [9]
- جائزة AVN أفضل إخراج لجنس المتحولين جنسياً لعام 2008 عن عملهم Transsexual Babysitters 2 . [10]
- جائزة AVN أفضل سلسلة جنس متحولين جنسياً لعام 2008 عن عملهم Transsexual Prostitutes .[10]
- جائزة AVN أفضل سلسلة أورجي \ جانج بانج لعام 2009 عن عملهم Cream Pie Orgy . [11]
- جائزة AVN أفضل إخراج جنس متحولين جنسياً لعام 2009 عن عملهم America's Next Top Tranny 2 .[11]
- جائزة AVN أفضل إخراج لجنس المتحولين جنسياً لعام 2009 عن عملهم Transsexual Babysitters . [11]
- جائزة إكس بي آي زد - أفضل إخراج لجنس المتحولين جنسياً لعام 2011 عن عملهم America's Next Top Tranny: Season 6 [12]
- جائزة AVN أفضل سلسلة لجنس المتحولين جنسياً لعام 2012 لعملهم America's Next Top Tranny [13]
- جائزة إكس بي آي زد الجنس بين الأعراق للعام لعام 2012 عن عملهم Interracial Swingers [14]
- ترشح للفوز 2013 بجائزة إكس بي آي زد سلسلة لا فينينت العام لعام 2013 عن عملهم Don't Tell My Wife...[15]
- جائزة إكس بي آي زد إخراج لجنس أُل جيرل (سُحاقيات) العام لعام 2014 عن عملهم The Seduction of Riley Reid[16]
- جائزة إكس بي آي زد إخراج لجنس أُل بلاك (زنوج) العام لعام 2015 عن عملهم The Seduction of Skin Diamond [17]

## روابط خارجية
- الموقع الرسمي

قالب:American pornographic film studios